# Diamentowa Liga 2020
Diamentowa Liga 2020 – jedenasta edycja prestiżowych zawodów Diamentowej Ligi. Postanowiono o zmniejszeniu liczby konkurencji z 32 do 24, a także zrezygnowano z formatu dwumityngowych zawodów finałowych na rzecz jednodniowego finału. W sumie miało się odbyć 15 mityngów.
Z powodu pandemii COVID-19 odwołano zawody w Rabacie, Palo Alto, Londynie, Gateshead, Paryżu i Szanghaju. Rozegrane 11 czerwca zawody w Oslo oraz 9 lipca zawody w Zurychu miały charakter pokazowy. Na ulicach Lozanny w dniu 2 września rozegrano jedynie skok o tyczce.
Zawody w 2020 roku nie były także zorganizowanym cyklem wydarzeń prowadzącym do finału, a zawodnicy nie zdobywali punktów.

## Kalendarz
| Data        | Mityng                          | Miasto    | Stadion                   | Wyniki    |
| ----------- | ------------------------------- | --------- | ------------------------- | --------- |
| 14 sierpnia | Herculis                        | Monako    | Stade Louis II            | Rezultaty |
| 23 sierpnia | DN Galan                        | Sztokholm | Stadion Olimpijski        | Rezultaty |
| 4 września  | Memorial Van Damme              | Bruksela  | Stadion Króla Baudouina I | Rezultaty |
| 17 września | Golden Gala                     | Rzym      | Stadio Olimpico           | Rezultaty |
| 25 września | Qatar Athletic Super Grand Prix | Doha      | Qatar SC Stadium          | Rezultaty |

## Polacy
Miejsca Polaków na podium w poszczególnych zawodach:
| Lokata | Imię i nazwisko                | Konkurencja | Miejsce mityngu |
| ------ | ------------------------------ | ----------- | --------------- |
| 1.     | Iga Baumgart-Witan             | 400 m       | Bruksela        |
| 3.     | Patrycja Wyciszkiewcz-Zawadzka | 400 m       | Bruksela        |
| 3.     | Justyna Święty-Ersetic         | 400 m       | Rzym            |
| 3.     | Karol Zalewski                 | 400 m       | Rzym            |